# フカンガ
フカンガ（満州語：ᡶ᠋ᡠᠺᠠᠩᡤᠠᠨ、転写：Fukʽanggan、漢字:福康安 、乾隆19年（1754年) - 嘉慶元年5月28日（1796年7月2日））は、中国清代の政治家、大臣、軍人、官員。字は敬斋。満洲鑲黄旗出身。父は首班軍機大臣もつとめたフヘンで、生母はその正室福晋那拉氏で、同じように軍人・政治家として活躍したフルンガは同母兄。乾隆帝の最初の皇后孝賢純皇后は伯母。

## 経歴
はじめ、侍衛として宮廷に仕え、軍人としてのキャリアを始める。
その後、大小金川の戦いや林爽文事件、グルカ戦役などの戦役や苗族の反乱などの鎮圧に参加し、戦功をたて、陝甘、閩浙、両広、四川、雲貴などの総督、武英殿大学士、軍機大臣などとして政治家としても活躍した。
激しい戦闘等による疲労により、42歳で病没した。

## 血縁

### 親族

#### 父母
- 父:フヘン
- 母:福晋那拉氏

#### 兄弟
- 同母兄:フルンガ

#### 妻子
- 正室:伊爾根覚羅氏 - 両広総督、陝西巡撫、西安将軍、陝甘総督などをつとめた明山の娘。
  - 徳麟
  - 烏爾恭阿嫡福晋 - 清開国の功臣ジルガラン (シュルハチ六男) の六世孫鄭親王烏爾恭阿に嫁ぐ。辛酉政変で失脚・刑死した端華・粛順の父だが、烏爾恭阿嫡福晋は子を残さず早逝した為、二人は烏爾恭阿嫡福晋が産んだ子ではなく、側女が生んだ子である。
  - 綿譽福晋 - 康煕帝第十三皇子怡親王胤祥の曾孫綿譽に嫁ぐ。

#### その他の親族
- 伯母:孝賢純皇后 - 乾隆帝の最初の皇后
  - 従兄:端慧皇太子永璉（夭逝） - 乾隆帝第二皇子、生母は孝賢純皇后。
  - 従姉:固倫和敬公主 - 乾隆帝第三皇女、生母は孝賢純皇后。
  - 従兄:哲親王永琮（夭逝） - 乾隆帝第七皇子、生母は孝賢純皇后。
- 伯母(異説あり):舒妃 - 乾隆帝の妃嬪。フカンガの生母福晋那拉氏の姉妹とされることもある(異説あり)。
  - 義姉:和碩和嘉公主 - 兄フルンガの正室。乾隆帝第四皇女。生母は純恵皇貴妃。

### 出生に関する噂
宗族(皇帝の直系血族、清朝における愛新覚羅氏)ではないのに郡王という異例の地位を死後に与えられた為、実は乾隆帝の落胤なのではないかという伝説が清朝崩壊後の中華民国時代に「清宮詞」などの書物に記述されることとなったが、これらの殆どは根拠が全く無いものであり、現在の研究においては否定され、野史の一つとして分類されている。